# Nestor (Band)
Nestor ist eine schwedische Rockband aus Falköping. Die Band gründete sich 1989. Nach anfänglichen lokalen Erfolgen gingen die Bandmitglieder ab 1996 eigene Wege. Im Jahr 2021 kam die Band wieder zusammen und hatte ihren kommerziellen Durchbruch.

## Geschichte

### Gründung – Falköping
Nestor wurde 1989 in Falköping von Sänger Tobias Gustavsson und Gitarrist Jonny Wemmenstedt gegründet. Kurz darauf kamen auch Keyboarder Martin Frejinger, Schlagzeuger Mattias Carlsson und schließlich Bassist Marcus Åblad hinzu.
Nach einem ersten Auftritt in der Bibliothek von Falköping erlangte die Gruppe zunehmend lokale Popularität und nahm 1993 am Musikwettbewerb Musik Direkt teil, bei dem sie den ersten Platz belegte.

### DebütalbumKids in a Ghost Town
Nestor veröffentlichte 2021 ihr erstes Album Kids in a Ghost Town. 2022 erschien eine Deluxe-Version des Debütalbums, welche drei weitere Songs enthält. Kids in a Ghost Town wurde bei dem schwedischen Musikpreis Grammis in der Kategorie Hardrock-/Metal-Album des Jahres nominiert. Der Preis ging allerdings an die Band Tribulation.

### Zweite PlatteTeenage Rebel
Am 31. Mai 2024 wurde ihr zweites Album Teenage Rebel veröffentlicht. Daraus wurde die erste Single Victorious am 26. März 2024 ausgekoppelt. Weitere Singles sind Caroline und Teenage Rebel.

## Diskografie

### Studioalben
| Jahr | Titel Musiklabel                   | Höchstplatzierung, Gesamtwochen, AuszeichnungChartplatzierungen (Jahr, Titel, Musiklabel, Platzierungen, Wochen, Auszeichnungen, Anmerkungen) | Höchstplatzierung, Gesamtwochen, AuszeichnungChartplatzierungen (Jahr, Titel, Musiklabel, Platzierungen, Wochen, Auszeichnungen, Anmerkungen) | Höchstplatzierung, Gesamtwochen, AuszeichnungChartplatzierungen (Jahr, Titel, Musiklabel, Platzierungen, Wochen, Auszeichnungen, Anmerkungen) | Höchstplatzierung, Gesamtwochen, AuszeichnungChartplatzierungen (Jahr, Titel, Musiklabel, Platzierungen, Wochen, Auszeichnungen, Anmerkungen) | Anmerkungen                            |
| Jahr | Titel Musiklabel                   | DE | AT | CH | SE | Anmerkungen                            |
| ---- | ---------------------------------- | --- | --- | --- | --- | -------------------------------------- |
| 2021 | Kids in a Ghost Town Eigenvertrieb | DE53 (1 Wo.)DE | — | — | SE15 (1 Wo.)SE | Erstveröffentlichung: 22. Oktober 2021 |
| 2024 | Teenage Rebel Napalm Records       | DE12 (1 Wo.)DE | AT15 (1 Wo.)AT | CH57 (1 Wo.)CH | SE19 (1 Wo.)SE | Erstveröffentlichung: 31. Mai 2024     |

### Singles
- 2021: On the Run
- 2021: 1989
- 2021: Tomorrow (feat. Samantha Fox)
- 2022: Signed in Blood
- 2022: These Days
- 2024: Victorious
- 2024: Caroline
- 2024: Teenage Rebel